# Роберт Лоуренс Стайн
Ро́берт Ло́уренс Ста́йн (англ. Robert Lawrence Stine) (народився 9 жовтня 1943 року), більше відомий як Р. Л. Стайн (англ. R. L. Stine), або Веселий Боб Стайн (англ. Jovial Bob Stine) — американський письменник, автор творів у жанрах жахів та фентезі. Найбільшу популярність здобула його серія трилерів для дітей під назвою «Страшилки» (Goosebumps), які у США видавала компанія «Scholastic» і за якими був знятий однойменний телесеріал.

## Біографія
Роберт Стайн народився 8 жовтня 1943 року в місті Колумбус, штат Огайо, у бідній єврейській родині, що походила з Росії. Батько працював клериком з доставлення вантажів ресторанам, мати — домогосподаркою. Мав молодших брата і сестру Білла й Пем. Дитинство провів у містечку Бекслі біля Колумбуса, захоплювався телепередачами, коміксами, і складав власні історії за їх мотивами.
У 1949 родина переїхала в пошуках роботи й у новому житлі Роберт знайшов стару друкарську машинку, на якій друкував власні твори. В шкільні роки багато читав казок і міфів, а також фантастики. Роберт досить добре навчався, проте не полюбляв точні науки — математику й фізику. Після школи вступив у 1965 до Державного університету Огайо. Згодом став редактором університетського журналу «Sundial» під псевдонімом Боб Васильчук. В редакції журналу познайомився майбутнім письменником Джо Артуром, що став його другом і колегою. Закінчив університет 1965 року та став вчителем історії.
Переїхавши до Нью-Йорка в 1967, довго не мав роботи та врешті став дописувачем молодіжного журналу «15», що публікувало чутки й вигадки про відомих осіб. Для журналу «Adventures in Horror» Стайн написав кілька оповідань жахів для дітей, підписуючись псевдонімами Роберт Лоуренс, Гарлан Вільямс і Обедая Кемпф. Коли видавництво розорилося, Стайн змінив роботу в кількох журналах. У Брукліні він познайомився з Джейн Валдгорн — своєю майбутньою дружиною.
Після одруження в 1969 Роберт приєднався до видавництва «Sholastic» як дописувач журналів «Junior Sholastic» і «Bananas». Там він пропрацював шістнадцять років, спеціалізуючись на гумористичних творах. Письменниця Еллен Рудін запропонувала Стайну написати дитячу гумористичну книжку, котрою стала «How to Be Funny», що, втім не здобула визнання.
1980 року в родині Стайнів народився син — Метью Деніел Стайн. Дружина заснувала спілку видавці «Parachute Press». Роберт збирав для неї матеріали, а також створив серію книг-ігор про Індіану Джонса і Джеймса Бонда, дописував у журнали про комп'ютери. Зрештою письменник отримав запрошення на телеканал «Nickelodeon» для роботи над передачею «Eureeka's Castle», за яку був тричі нагороджений премією «Kids' Choice Awards».
1986 року редакційна колегія «Sholastic» порадила Стайну написати роман жахів для запланованої підліткової серії «Point Horror». Роберт погодився і написав твір «Blind Date», що здобув широке визнання, як і наступні. Натхненний успіхом, Стайн заснував авторську серію підліткових трилерів «Fear Street». Незабаром було створено низку її відгалужень, твори Стайна мали величезний успіх, і письменник не встигав задовольняти їхній попит. Через це він вдався до допомоги «літературних негрів». Для дітей молодшого віку ним було створено серію оповідань «Goosebumps», за якою 1995 року було знято однойменний телесеріал.
Слава «Goosebumps» спонукала інших письменників до її наслідувань. 1998 року Стайн випустив оновлену серію «Goosebumps Series 2000». Проте наприкінці 1990-х його твори значно потіснили інші романи, такі як «Гаррі Поттер». Стайн видавав серії «Nightmare Room», «Mostly Ghostly» і «Rotten School», що попри успіх значно поступалися в продажах «Goosebumps».
З 2008 року Стайн відновив роботу над дитячими жахами із серією «Goosebumps HorrorLand». 2014-го народився його другий син Ділан, чому Роберт присвятив ілюстровану дитячу книжку. 2015 року за мотивами його творів було знято фільм «Страшилки». До 25-иріччя серії «Goosebumps» Стайн почав видавати серію «Goosebumps SlappyWorld», а також зайнявся співпрацею з Marvel у створенні коміксів.

## Основні твори

### Серії
- Вулиця страху (англ. Fear Street, 1989—1997)
- Страшилки (англ. Goosebumps, 1992—1997)
- Жива маріонетка (англ. Living Dummy, 1993—2012)
- Проклята маска (англ. The Haunted Mask, 1993—2012)
- Країна жахів (англ. HorrorLand, 1994—2012)
- Страшилки 2000 (англ. Goosebumps Series 2000, 1998—1999)
- Країна жахів «Страшилок» (англ. Goosebumps HorrorLand, 2008—2011)
- Кімната страху (англ. Nightmare Room, 2001)
- Переважно привидно (англ. Mostly Ghostly, 2004—2006)
- Зіпсута школа (англ. Rotten School, 2005—2007)
- Доктор маніяк (англ. Dr. Maniac, 2008—2013)